# غريت سلطان
غريت سلطان (بالإنجليزية: Grete Sultan)‏ (و. 1906 – 2005 م) هي عازفة بيانو من الولايات المتحدة، وألمانيا، ولدت في نيويورك، تستخدم آلات بيانو، توفيت في مانهاتن، عن عمر يناهز 99 عاماً.

## التعليم
تعلمت في كلية فاسار.

## جوائز
حصلت على جوائز منها:
- نيشان استحقاق صليب الضباط لجمهورية ألمانيا الاتحادية
- نيشان استحقاق صليب الضباط لجمهورية ألمانيا الاتحادية.